# Hypofystumör
Hypofystumörer kan producera hormon eller vara endokrint inaktiva. Hyperfunktion av hypofysen med tillhörande översekretion av prolaktin, GH och ACTH är vanligast. Hypofystumörer ger sällan metastaser. Tumörtillväxt kan ge synrubbningar, och hormonell obalans kan ge andra symtom.

## Klassifikation
Prolaktinom kan ge ett flertal symtom, däribland hypogonadism, neurasteni, vätskeretention, galaktorré och huvudvärk och/eller synpåverkan till följd av tryck från tumören. 
GH-adenom ger i vuxen ålder akromegali, och hos yngre jätteväxt (gigantism). Akromegali innebär att skelettet växer, men inte på längden. Haka, näsa, ögonbryn och fingrar växer till. Rösten blir hes och svettningar kan uppstå.
ACTH-adenom ger Cushings syndrom. Kan också leda till hud med solbrändhetsliknande utseende.

## Undersökning
Undersökning med datortomografi eller magnetresonanstomografi kan göras för att lokalisera tumören. Olika hormonprover kan tas för att utröna om tumörsjukdom föreligger.

## Behandling
Behandling görs kirurgiskt om möjligt. Ibland används strålning. Det finns även läkemedel för att hämma till exempel GH- och prolaktinproduktionen.